# Ms. Cartman
Liane Cartman (nacida el 12 de febrero de 1961) es una personaje ficticia de la serie animada estadounidense South Park, creada por Trey Parker y Matt Stone e interpretado en inglés por Bergman, Schneider y Stewart. Habita en el pueblo ficticio de South Park, Colorado, en Estados Unidos. Liane es la madre de Eric Cartman y es una de los adultos más irresponsables del pueblo. Inicialmente se dijo que era hermafrodita, es decir, que tiene los genitales masculino y femenino y en el episodio donde se descubre tal cualidad, se determinó que era biológicamente el padre de Eric. Sin embargo eso no fue más que un encubrimiento para tapar al verdadero padre de Eric, quien resultó ser un exjugador de los Broncos de Denver, pero Eric lo mató y se lo dio de comer a uno de sus enemigos, quien resultó ser su medio hermano. Liane es una mujer muy promiscua, quien se puede acostar hasta con cualquier extraño, con una sola persona o con un equipo de fútbol completo. Aparentemente trabaja como prostituta, aunque Cartman lo niega, también ha aparecido en las portadas de revistas pornográficas y en videos en Internet teniendo actos de coprofilia con alemanes. Es excesivamente consentidora con su hijo y muy tolerante con las acciones anormales de Cartman. Es la única delgada de su familia ya que sus hermanos y padres son todos obesos como Eric, y quien comparte su mismo humor y actitudes. El nombre de Liane proviene de la exnovia de Trey Parker, quien se llamaba Liane Adamo, la cual le fue infiel a él.

## Biografía
Liane Cartman nació el 12 de febrero de 1961. Apareció en la 1.ª temporada, tras el estreno de la serie.

## Voz

### Versión Original (Estados Unidos)
- Mary Kay Bergman (1997-1999)
- Eliza Schneider (1999-2003)
- April Stewart (2004-presente)

### Doblaje Hispanoamericano
- Margarita Coego (Temp. 1-2 para el canal Locomotion /Temp. 1-16/redoblajes)de south park
- Arianna López (Temp. 8)
- Patricia Azán (Temp. 17-Presente) (
- cartman)

- Datos: Q48165